# Chiesa di San Rocco (Girifalco)
La chiesa di San Rocco è un luogo di culto cattolico di Girifalco. Gioiello di architettura barocca tutelata ipso jure, come attesta il Ministero per i beni culturali e ambientali, soprintendenza per i beni architettonici artistici e storici della Calabria.

## Storia

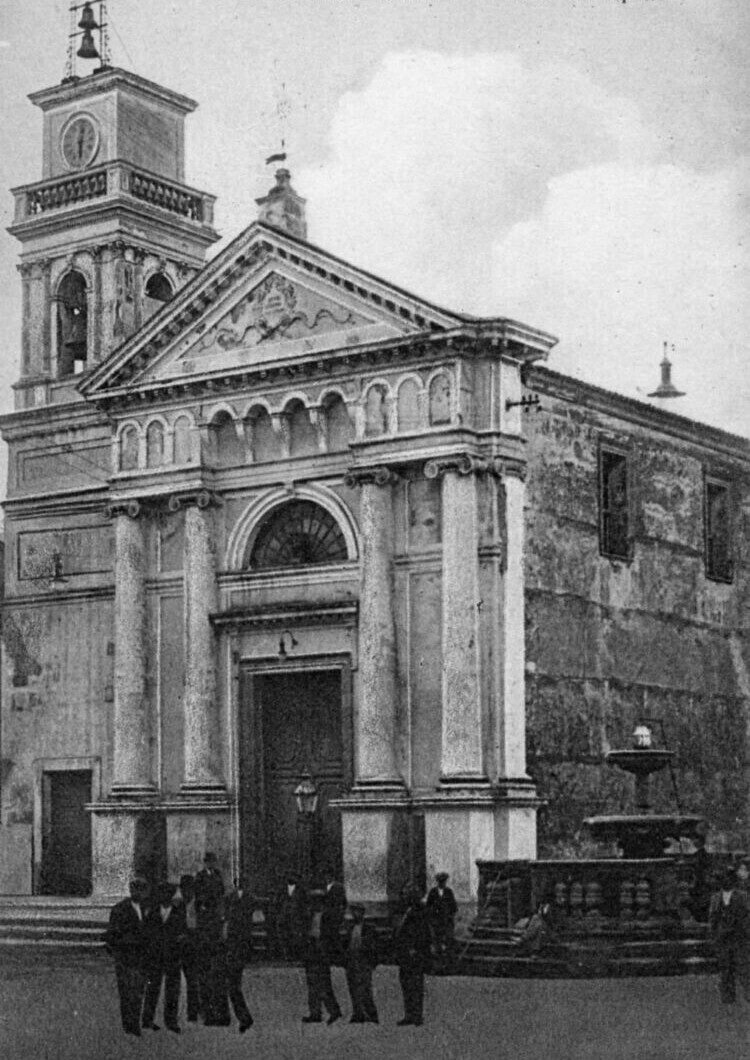
La chiesa tra fine '800 e inizio '900

È la chiesa patronale e rettoriale di Girifalco, le sue origini si perdono nel tempo e sulla sua prima fondazione non si hanno fonti certe rimanendo, comunque, uno dei monumenti più antichi del paese. Secondo la leggenda popolare, venne edificata dopo il ritrovamento di un'effige di San Rocco tra gli arbusti di un pantano nel luogo dove in seguito fu innalzata la chiesa.
In realtà in passato, fino al 1657, era dedicata a San Michele Arcangelo che era l’antico patrono del paese, probabilmente dall'epoca normanna, e del quale è presente una piccola statuetta sul portale d'ingresso, parte della versione più antica della chiesa. Da quell’anno in poi a Girifalco si diffuse il culto di San Rocco per via della peste del 1656 che partì dalla capitale Napoli e si diffuse in tutto il Regno, tra cui anche in Calabria Ulteriore, dove nel circondario di Catanzaro furono colpite soprattutto Girifalco (da dove pare si diffuse il morbo in quella zona) e le vicine Amaroni e Panormiti (attuale Palermiti). Nel marzo dell’anno successivo allo scoppio della piaga la popolazione del paese fece una richiesta al vescovo del tempo di dedicare la chiesa a confraternita di laici al santo di Montpellier “per la grazia ricevuta da N. S. di esser stati liberati dalla peste che gli ha vessati fieramente”, delineando così il 1657 come l’anno dell’intitolazione della chiesa a San Rocco, aspetto che potrebbe essere stato avvantaggiato della presenza del convento dei padri predicatori (domenicani) nella terra di Girifalco da più di un secolo e che erano stati tra i maggiori divulgatori del culto del santo.
L’antica chiesa, di maggiori proporzioni dell’attuale, venne danneggiata dai terremoti del XVII secolo e soprattutto dal terremoto del 1659, che difatti è il più vicino alla data della riedificazione (in alcune fonti è riportato un terremoto nel 1654 ma in quell'anno in Calabria non ci sono stati eventi sismici documentati). L'attuale chiesa fu riedificata nel 1666 sulle rovine della precedente con grandi sacrifici di tutto il popolo e, probabilmente, anche dell'universitas e della camera Ducale visto che il duca Fabrizio Caracciolo (signore di questa terra dal 1634 al 1683) era molto legato a questioni religiose della propria terra avendo eretto decenni prima il convento dei frati minori riformati. Nel 1672 per l’estendersi del paese e della popolazione, per l’incremento del culto del santo e per l'importanza assunta dalla chiesa, la medesima venne elevata a parrocchia dal vescovo di Squillace Francesco Tirotta e assumendo in seguito il ruolo di chiesa rettoriale. Negli anni a seguire non subì più danneggiamenti gravissimi, nonostante la spaventosa potenza di terremoti come quello del 1783 che danneggiò seriamente quasi l’intero paese distruggendo, tra le altre, la vecchia chiesa Matrice della Madonna delle Nevi nella terra vecchia della cittadina (rione Pioppi).
Fino al 1860 non venne modificata in modo rilevante ricevendo da quell'anno in poi solo dei restauri e fu riconsacrata solennemente il 2 marzo del 1914 dal cardinale Eugenio Tosi, in quell'epoca vescovo di Catanzaro-Squillace.

## Descrizione

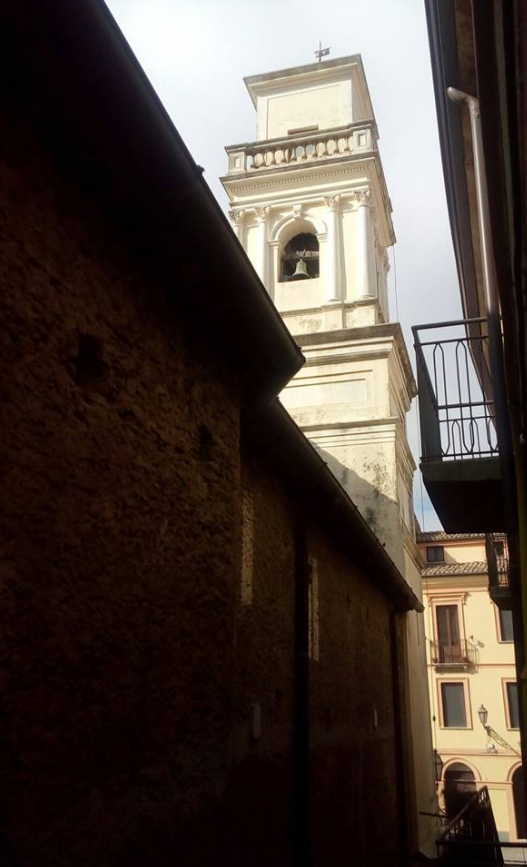
Torre campanaria

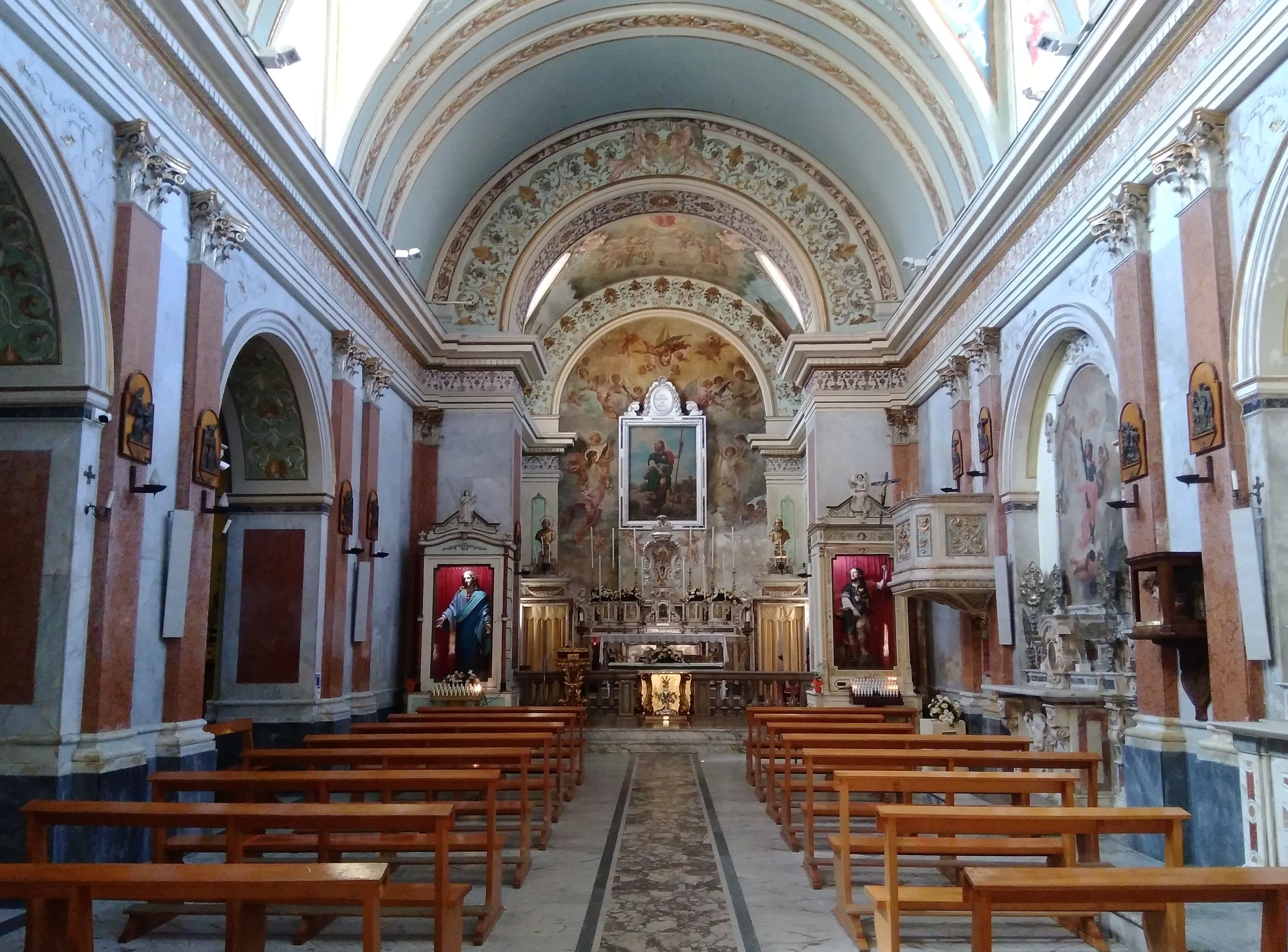
Navata centrale

La facciata, che richiama uno stile neoclassico, ha quattro colonne a mezzaluna e sulla sinistra il campanile a tre campane, decorato con delle trabeazioni, presenta un orologio posto nella parte superiore con altre due campane sulla sommità. L'interno è barocco ed è costituito dalla navata centrale e una laterale sul lato del campanile e custodisce varie opere di grande pregio tra cui un ostensorio barocco, l'altare maggiore opera di scalpellini di Serra San Bruno, l'altare della cappella del Purgatorio, gentilizia degli Spagnuolo, nella navata sinistra e i cinque altari laterali tra cui l'altare di San Michele Arcangelo, l'antico patrono del paese, con relativo quadro del santo opera di Carmelo Zimatore, adornato con candelieri in ottone e fregiato dello stemma della casata Caracciolo che aveva il diritto al patronato su quell'altare e possedeva il ducato di Girifalco. Inoltre ci sono le cappelle di San Francesco di Paola e di San Gregorio Taumaturgo. Al suo interno custodisce la pregevole statua del Santo di Montpellier, opera d'arte realizzata in legno massiccio realizzata tra il '600 e il '700 e nell'abside si può notare un grande quadro del santo. Dietro la chiesa è situata la Casa (Asilo) di San Rocco, palazzo parrocchiale appartenente alla rettoria della chiesa costruito nel 1938.